# Ống tiêm

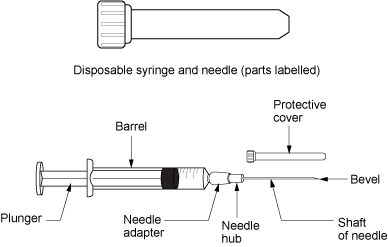
Ống tiêm dùng một lần có kim, với các bộ phận có nhãn: pít tông, nòng, bộ chuyển đổi kim, đầu kim, vát kim, trục kim.

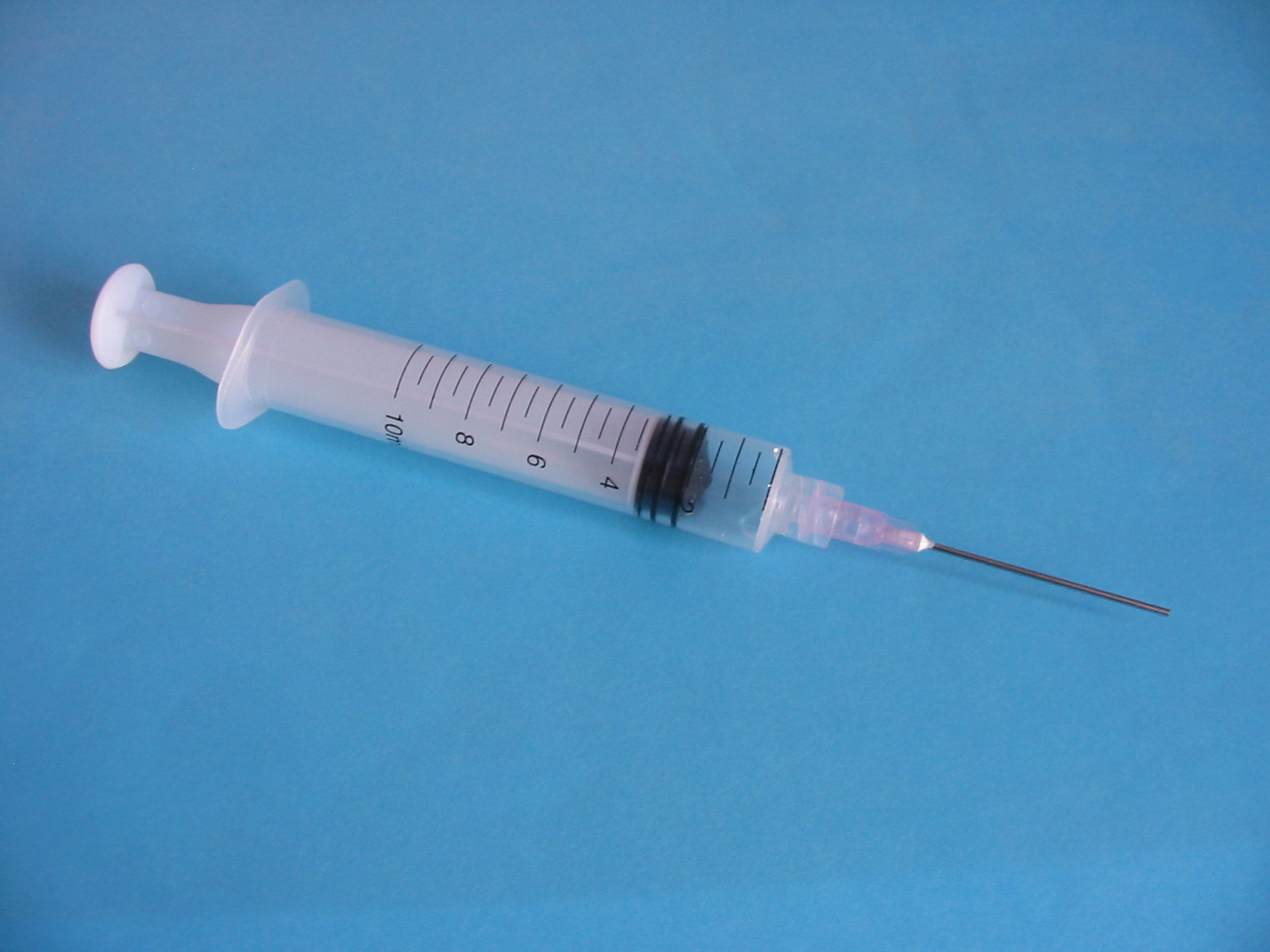
Một ống tiêm y tế bằng nhựa điển hình, được trang bị kim thép không gỉ có thể tháo rời

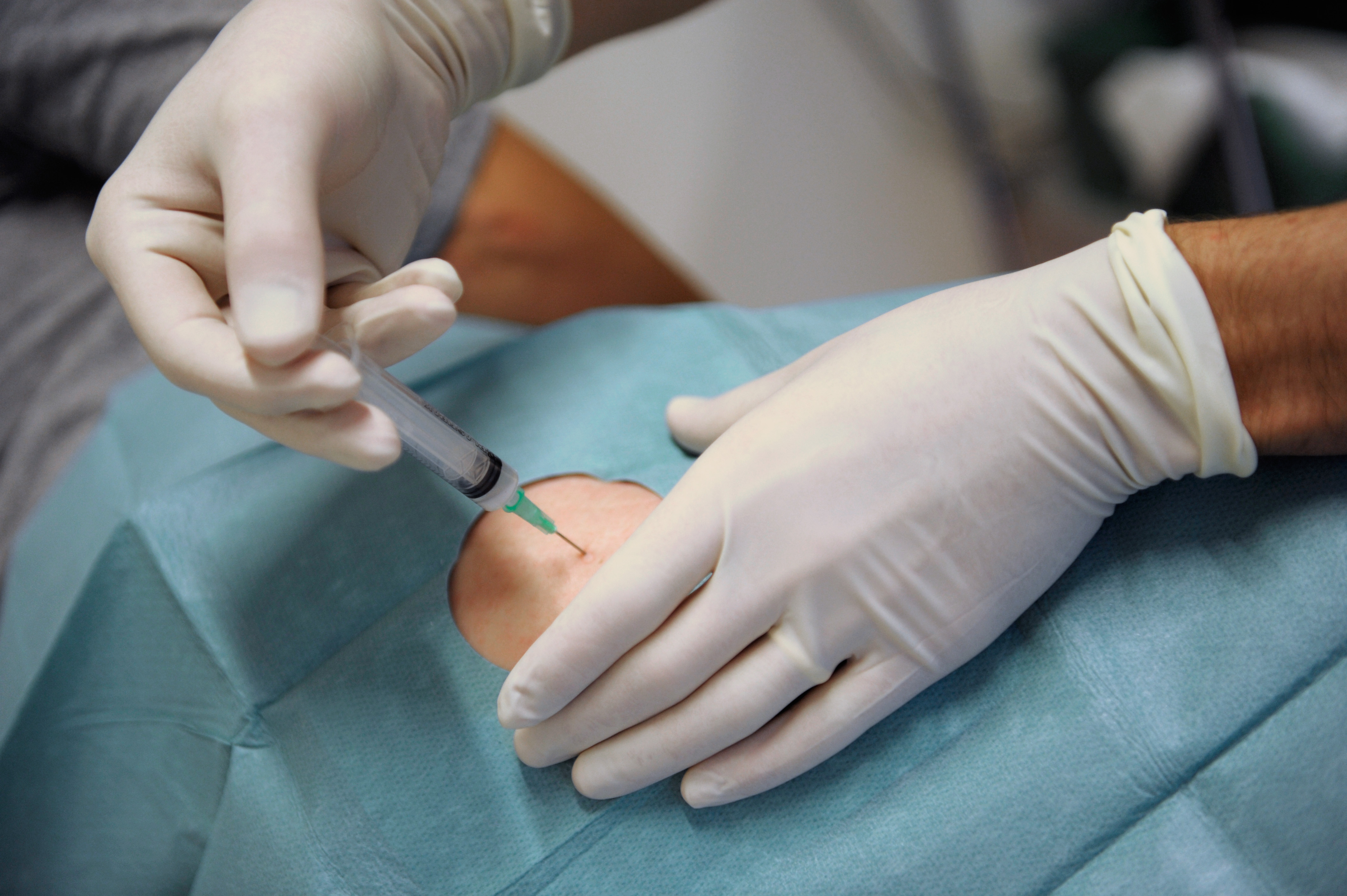
Theo Tổ chức Y tế Thế giới, khoảng 90% ống tiêm y tế được sử dụng để truyền thuốc, 5% cho tiêm chủng và 5% cho các mục đích sử dụng khác như truyền máu.

Một ống tiêm hay syringe (xi-lanh) là một bơm pittông đơn giản bao gồm một pít tông (mặc dù trong ống tiêm hiện đại, nó thực sự là một pít-tông) vừa khít trong một ống hình trụ. Pít tông có thể được kéo và đẩy tuyến tính dọc theo bên trong ống, cho phép ống tiêm đi vào và đẩy chất lỏng hoặc khí thông qua một lỗ xả ở đầu trước của ống. Đầu mở của ống tiêm có thể được gắn kim tiêm dưới da, vòi phun hoặc ống để giúp dẫn dòng chảy vào và ra khỏi ống. Ống tiêm thường được sử dụng trong y học lâm sàng để tiêm, tiêm tĩnh mạch vào máu, áp dụng các hợp chất như keo hoặc chất bôi trơn, và rút/đo chất lỏng.
Từ tiếng Anh "syringe" có nguồn gốc từ tiếng Hy Lạp σύριγξ (syrinx, có nghĩa là "sáo thần Pan", "ống").

## Ống tiêm y tế

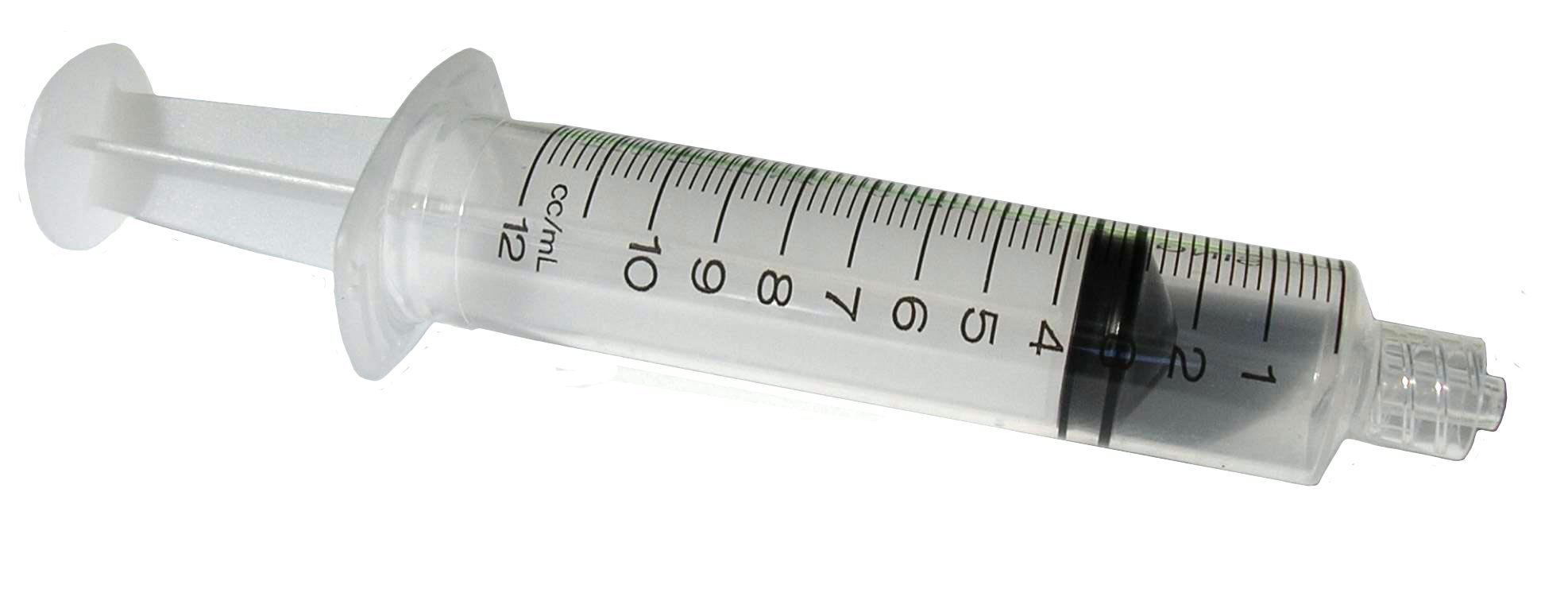
Các sợi của đầu khóa Luer của ống tiêm dùng một lần 12mL này giữ cho nó được kết nối chắc chắn với một ống hoặc thiết bị khác.

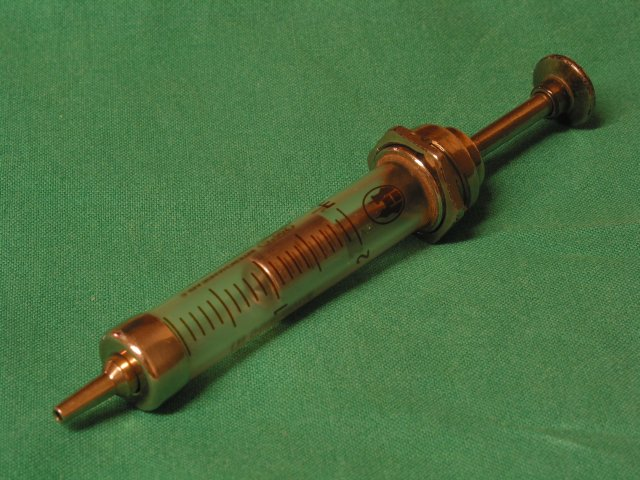
Một ống tiêm thủy tinh cũ

Các ngành trong thị trường ống tiêm và kim tiêm bao gồm ống tiêm dùng một lần và ống tiêm an toàn, bút tiêm, ống tiêm không kim tiêm, bơm insulin và kim tiêm đặc biệt. Ống tiêm dưới da được sử dụng với kim tiêm dưới da để tiêm chất lỏng hoặc khí vào các mô cơ thể, hoặc để loại bỏ chất lỏng khỏi cơ thể. Tiêm không khí vào mạch máu là nguy hiểm, vì nó có thể gây ra tắc mạch không khí; ngăn chặn tắc mạch bằng cách loại bỏ không khí từ ống tiêm là một trong những lý do cho hình ảnh quen thuộc của việc cầm ống tiêm dưới da hướng lên trên, chạm vào nó và đẩy một lượng nhỏ chất lỏng ra ngoài trước khi tiêm vào máu.
Ống đựng của ống tiêm được làm bằng nhựa hoặc thủy tinh, thường có vạch chia độ cho thấy thể tích chất lỏng trong ống tiêm, và gần như luôn trong suốt. Ống tiêm thủy tinh có thể được khử trùng trong nồi hấp. Tuy nhiên, hầu hết các ống tiêm y tế hiện đại đều bằng nhựa với pít-tông cao su, vì loại này niêm phong khoảng không giữa pít-tông và ống đựng tốt hơn nhiều và vì chúng đủ rẻ để thải bỏ sau khi chỉ được sử dụng một lần, giảm nguy cơ lây lan bệnh truyền qua đường máu. Việc tái sử dụng kim và ống tiêm đã gây ra sự lây lan của các bệnh, đặc biệt là HIV và viêm gan, trong số những người sử dụng thuốc tiêm tĩnh mạch. Ống tiêm cũng thường được sử dụng lại bởi bệnh nhân tiểu đường, vì chúng có thể trải qua nhiều lần trong một ngày với nhiều mũi tiêm insulin hàng ngày, trở thành vấn đề khả năng chi trả cho nhiều người. Mặc dù ống tiêm và kim chỉ được sử dụng bởi một người duy nhất, nhưng thói quen này vẫn không an toàn vì nó có thể đưa vi khuẩn từ da vào máu và gây nhiễm trùng nghiêm trọng và đôi khi gây tử vong. Trong các cơ sở y tế, kim và ống tiêm sử dụng một lần có hiệu quả làm giảm nguy cơ lây nhiễm chéo.
Ống tiêm y tế đôi khi được sử dụng mà không cần dùng kim tiêm để cho trẻ nhỏ hoặc động vật uống thuốc lỏng, hoặc sữa cho động vật nhỏ, vì có thể đo liều chính xác và dễ dàng phun thuốc vào miệng của đối tượng thay vì dỗ dành đối tượng uống một muỗng đo.